# Mięsień piszczelowy tylny
Mięsień piszczelowy tylny (łac. musculus tibialis posterior) – w anatomii człowieka podłużny, płaski, pierzasty mięsień należący do warstwy głębokiej grupy tylnej mięśni goleni. Leży na błonie międzykostnej goleni przykryty przez mięsień płaszczkowaty. Bocznie od niego znajduje się mięsień zginacz długi palucha, a przyśrodkowo mięsień zginacz długi palców. Rozpoczyna się od tylnych powierzchni kości piszczelowej i strzałkowej oraz błony międzykostnej goleni zawartej między nimi. Włókna mięśnia zstępują po tylnej stronie goleni przechodząc w jej końcowej jednej trzeciej w szerokie ścięgno, które biegnie do bruzdy kostki przyśrodkowej kości piszczelowej przymocowane do niej troczkiem mięśni zginaczy. Biegnie następnie po przyśrodkowej powierzchni więzadła trójgraniastego na podeszwę stopy. Stamtąd kieruje się do przyczepu końcowego na kości łódkowatej i klinowatej przyśrodkowej. Wysyła także pasma ścięgniste do kości klinowatej bocznej i pośredniej, kości sześciennej oraz II, III, IV kości śródstopia.
Unerwienie pochodzi od nerwu piszczelowego, a unaczynienie od tętnicy strzałkowej i tętnicy piszczelowej tylnej.
Mięsień odwraca i przywodzi stopę oraz uczestniczy w zginaniu podeszwowym stopy. Wzmacnia także łuk poprzeczny stopy.